# 両剣論
両剣論(りょうけんろん、ラテン語: gladii duo,英語: theory of two swords）とは、12世紀から13世紀にかけての中世ヨーロッパにおいて考察された聖俗権力についての理論。ローマ教皇と神聖ローマ皇帝の間での叙任権闘争を背景にして生まれた。
「この世は聖俗二つの権力によって統治されている」という観念を教皇ゲラシウス1世が提唱し、また教会法学者も二つの権力が存在するのは神法に基づくと説いた。『オックスフォード中世事典』では「司祭の聖なる権威と王の権力」についてのゲラシウス1世の理論を補強して解説したものと説明されている。

## ゲラシウス1世
ゲラシウス1世は494年に東ローマ皇帝アナスタシウス1世へ宛てた書簡で、この世を統治する二つのものとして「司祭の聖なる権威と王の権力」があると説いた。
教皇ゲラシウス1世は俗権と教権がともに神に由来すると述べ、聖界の普遍的支配者としての教皇と俗界の普遍的支配者としての皇帝が並列的に存在していることを論じた。ただしゲラシウス1世は一方で教権が帝権の上位にあることを論じているから、俗権と教権は完全に並列的であると考えられていたわけではない。彼によれば、「政治的支配をする」王は「権力」 (potestas) を持つのに対し、教皇は権威 (auctoritas) を持っているのだが、後者こそが完全な主権なのである。。この両剣論はその本来的な意図においては教権と帝権の相補的役割を期待したものであった。

## 11-13世紀
11世紀にはペトルス・ダミアニが、聖書の
という聖句での「二振りの剣」に初めて当てはめて考察し、両剣論を補強した。

この他教会法では聖書の
にも基づいた。
12世紀になると1140年頃に教会法学者ヨハンネス・グラティアヌスが編纂した『グラティアヌス教令集』（Decretum Gratiani）に「祭司は王と君侯の父であり師である」「皇帝は司祭に先んじるのでなく、従わねばならない」と説かれたり、グレゴリウス7世が引用したゲラシウス1世書簡の両剣論を参考にした。
初期には聖俗二つの権力の分離性と協調性が説かれたが、13世紀には教会優位の両剣論が説かれ、1302年に教皇ボニファティウス8世が出した教皇勅書『ウナム・サンクタム』では教皇権の至上性が説かれた。13世紀以前には教会の権力は霊魂の救済に関わるもので、世俗的な統治権 (potestas) ではなく崇高な権威 (auctoritas) とされていた。しかし13世紀には教皇の権力は「まったき権力」(plenitudo potestatis)とされ、万人への裁判権を有すると説かれるようになった。

中世になると、両剣論には二つの異なる立場から相反する解釈がおこなわれた。ゲラシウスの定義は俗権と教権の間に明確な境界線が引かれるべきことを述べているが、それがどこに引かれるべきか曖昧で、ゲラシウスの教説は教皇側を支持する側からも皇帝側を支持する側からも、その論拠として用いられた。
皇帝に有利な解釈では、帝権が直接神に由来することは世俗的世界での皇帝権の自立性の根拠となった。教権に有利な解釈では、教皇が両剣を持ち、一方の世俗的な剣を皇帝に委任して行使させるという解釈となった。レオ3世がラテラノ大聖堂に取り付けさせたモザイク画では、最初のローマ司教（のちのローマ教皇）となりローマで殉教した使徒ペトロが教皇にパリウムを、皇帝に槍を与えている。『シュヴァーベンシュピーゲル』には「主は両剣をペトロに委ねた。ゆえにその後継者である教皇が自ら教会の剣を行使し、皇帝に世俗の剣を与える」とある。
歴史的には、グレゴリウス改革以前、11世紀の頃には聖職叙任権も、ときには教皇の叙任権さえ神聖ローマ皇帝が「神の代理」として掌握しているというのが実情であった。

## 12世紀のイングランド
12世紀後半のイングランドでも国王ヘンリー2世とカンタベリー大司教トマス・ベケットの対立を背景に、ベケット大司教とヘンリー2世を支持したロンドン司教ギルバート・フォリオットとが両剣論について論争をした。トマス・ベケットは教会優位の立場であり、ギルバート・フォリオットは聖俗権力はそれぞれの職分を持っており相互協調を説いた。